# Kristina Balleis
Kristina Balleis (* 1968) ist eine deutsche Juristin  und Professorin für Wirtschaftsprivatrecht sowie Wirtschaftsverwaltungsrecht an der Fakultät Wirtschaft und Recht der TH Aschaffenburg mit den Lehrgebieten Öffentliches Recht und Internationales sowie Europäisches Wirtschaftsrecht.

## Leben und Wirken
Kristina Balleis studierte Rechtswissenschaften mit fachspezifischer Fremdsprachenausbildung für Juristen in Französisch und Spanisch. Sie wurde an der Universität Passau mit der Arbeit „Mitwirkungs- und Klagerechte anerkannter Naturschutzverbände: zugleich eine vergleichende Untersuchung der Regelungen in den Landesnaturschutzgesetzen“ promoviert. Anschließend war sie als Rechtsanwältin in Bamberg mit Schwerpunkt im Öffentlichen Recht sowie im Zivilrecht und Zivilprozess, ab 2001 auch als Fachanwältin für Verwaltungsrecht tätig.
Seit 2002 ist sie Professorin an der TH Aschaffenburg. Seit dem Wintersemester 2015/2016 ist sie zudem Frauenbeauftragte der Hochschule.

## Veröffentlichungen (Auswahl)
- Kristina Balleis, Sven Schindler, Rainer Wörlen: Anleitung zur Lösung von Zivilrechtsfällen. Vahlen, 2020, ISBN 978-3-8006-5999-9.
- Kristina Balleis, Alexandra Angress, Rainer Wörlen: Introduction to English Civil Law for German-Speaking Lawyers and Law Students. Alpmann und Schmidt Münster, 2012, ISBN 9783867522373